# Nemzetközi Űrállomás

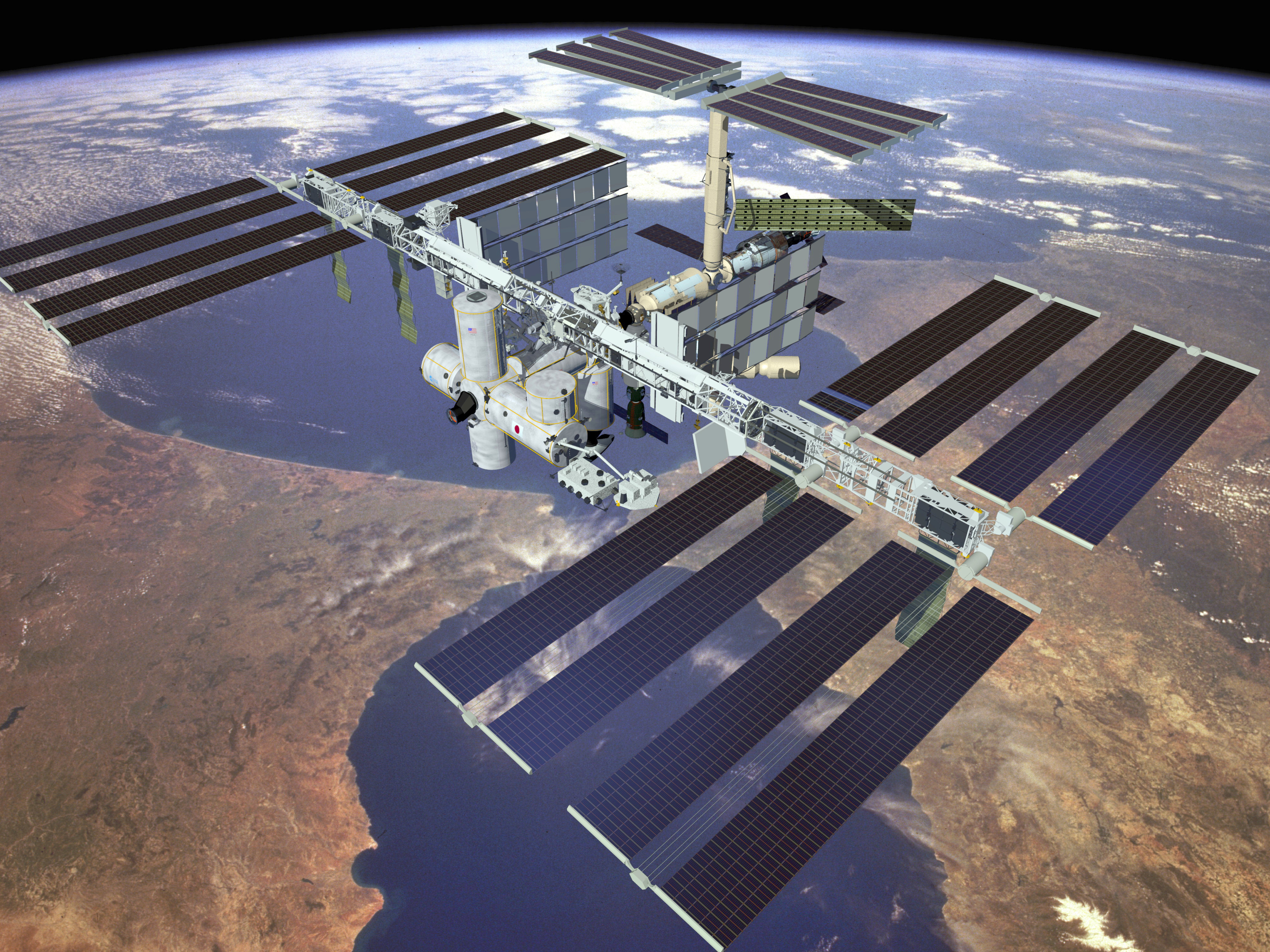
A Nemzetközi Űrállomás az építés befejezése után (az eredeti tervek szerint)

A Nemzetközi Űrállomás (angolul: International Space Station, rövidítve: ISS, orosz rövidítése: MKSZ) egy alacsony Föld körüli pályán keringő űrállomás. Az egyik legdrágább és legnagyobb űreszköz az űrkutatás történelmében. A programban 16 ország vesz részt: Oroszország, Amerikai Egyesült Államok, Japán, Kanada, Brazília és az ESA 11 tagállama. Brazília és Olaszország a NASA-val kötött külön szerződéssel is részt vesz.
Az űrállomás körülbelül 400-420 km magasságban, alacsony Föld körüli pályán kering. A légköri fékezőhatás és a pályamódosítások miatt a pályamagasság néhány kilométert változhat. Az űrállomás átlagosan 100 métert veszít naponta pályamagasságából. A Földet 92 percenként kerüli meg.
Sok tekintetben a Nemzetközi Űrállomás a korábban tervezett független űrállomások, az orosz Mir–2, az amerikai Freedom űrállomás és az európai Columbus laboratórium egyesítését jelenti, állandó emberi jelenléttel az űrben: legkevesebb kéttagú személyzete van 2000. november 2-a óta.
Az ISS-t főleg az szovjet-orosz űrrepülőgépek, a Szojuz és a Progressz űrhajók szolgálták ki. Az űrrepülőgép flotta nyugdíjazása után az ellátást főként a Szojuz és a Progressz űrhajók mellett az európai ATV, a japán HTV és a két amerikai magáncég által üzemelt Dragon és Cygnus teherűrhajó vette át.
Az űrállomás folyamatos bővítés alatt áll, de végeznek tudományos kísérleteket is rajta. Az állomás tartós befogadóképessége 2009 óta maximum hat űrhajós. Az állandó személyzetek minden űrhajósa amerikai vagy orosz volt, egészen 2006 júliusáig, amikor Thomas Reiter német űrhajós csatlakozott a 13. állandó személyzethez. Az ISS-t ezenkívül sok űrhajós meglátogatta más országokból, és több űrturista is.
A Nemzetközi Űrállomás elnevezés nemzetközi egyeztetés során jött létre. Az első javasolt név az Alpha Űrállomás volt, amelyet az oroszok nem fogadtak el. Ez a név elsőt jelentett volna, holott ők már évekkel korábban egész űrállomás-sorozatot (Szaljut) indítottak. Az orosz javaslatú Atlant nevet az amerikaiak nem fogadták el, mert az óceánba elsüllyedt Atlantisz kontinensre emlékeztetett, és összetéveszthető lett volna az Atlantis űrrepülőgéppel is.

## Történet
Az ISS első modulját, a Zarját 1998. november 20-án indították Bajkonurból. 1998. december 4-én az Endeavour űrrepülőgép sikeresen Föld körüli pályára vitte a Unity amerikai kikötőmodult is.
Ezután három karbantartó látogatás következett az űrrepülővel, 1999-ben az STS–96, 2000-ben az STS–101 és az STS–106.
A Zvezda lakómodul indítása két évet csúszott, így csak 2000. július 12-én indították, és két hét múlva kapcsolták rá a már fenn lévő két modulra. Még abban az évben indították a Z1 rácselemet is. 2000. november 2-án érkezett meg az űrállomásra az első személyzet, William McMichael Shepherd (USA), Jurij Pavlovics Gidzenko és Szergej Konsztantyinovics Krikaljov (Oroszország). Még ugyanezen év vége előtt az Endeavour űrrepülőgép az STS–97 repülésen a Z1 rácselemhez kapcsolta a P6 rácselemet az első amerikai napelemmodullal.
2001 februárjában az STS–98 repülésen kapcsolták az állomásra az első kutatómodult, az amerikai Destinyt, ezt követte márciusban az STS–102 repülés, mely utánpótlást szállított, majd áprilisban a kanadai SSRMS robotkar következett az STS–100 küldetés során. Júliusban az STS–104 küldetés a Unity modulhoz kapcsolta az amerikai Quest zsilipmodult, amely a későbbi amerikai űrséták bázisául szolgált. Az amerikai zsilipet szeptemberben az STS–105 utánpótlást szállító repülése követte. Szeptemberben Szojuz hordozórakétával indították a Pirsz zsilipmodult, mely a Zvezda modulhoz kapcsolódása után az orosz űrséták bázisául szolgál. Az év utolsó küldetésen az STS–108 szintén utánpótlást és berendezéseket vitt az űrállomásra.
2002 márciusában kezdődött el az amerikai rácsszerkezet építése az STS–110 küldetéssel, melyben a központi S0 rácselemet kapcsolták a Destiny modulhoz. Az S0 rácson kapott helyet a Mobile Transporter (MT) sínautó, amely a rácsszerkezeten hosszában volt képes haladni. Ezt követte júniusban az STS–111 utánpótlás-szállító küldetés, ami a robotkar bázisául szolgáló MBS elemet rögzítette az MT sínautóra. Ezt követően októberben az STS–112 repülésen az S1 rácselemet, majd az STS–113 repülésen a P1 rácselemet csatlakoztatták az állomáshoz.
A 2003-as év meglehetősen gyászos volt az amerikai űrkutatás számára a Columbia űrsikló katasztrófája miatt, amely az amerikai űrrepülőgépekre kivetett repülési tilalmat, következésképpen a Nemzetközi Űrállomás építésének a megakadását is maga után vonta. Két és fél éven keresztül a személyzet váltását a Szojuz űrhajók, az utánpótlás szállítását a Progressz űrhajók végezték. A személyzet létszámát háromról kettőre csökkentették, ezért a kutatási lehetőségek is leszűkültek.
Az amerikai űrrepülőgépek repüléseit 2005 júliusában kezdték újra a Discovery STS–114 repülésével, de újabb egy évre halasztották el a következő indítást a startkor leváló törmelékek miatt.
2006 márciusában a programban részt vevő öt űrügynökség megegyezett egy új építési tervben, melynek alapján 2010-re tervezték befejezni az űrállomás építését.

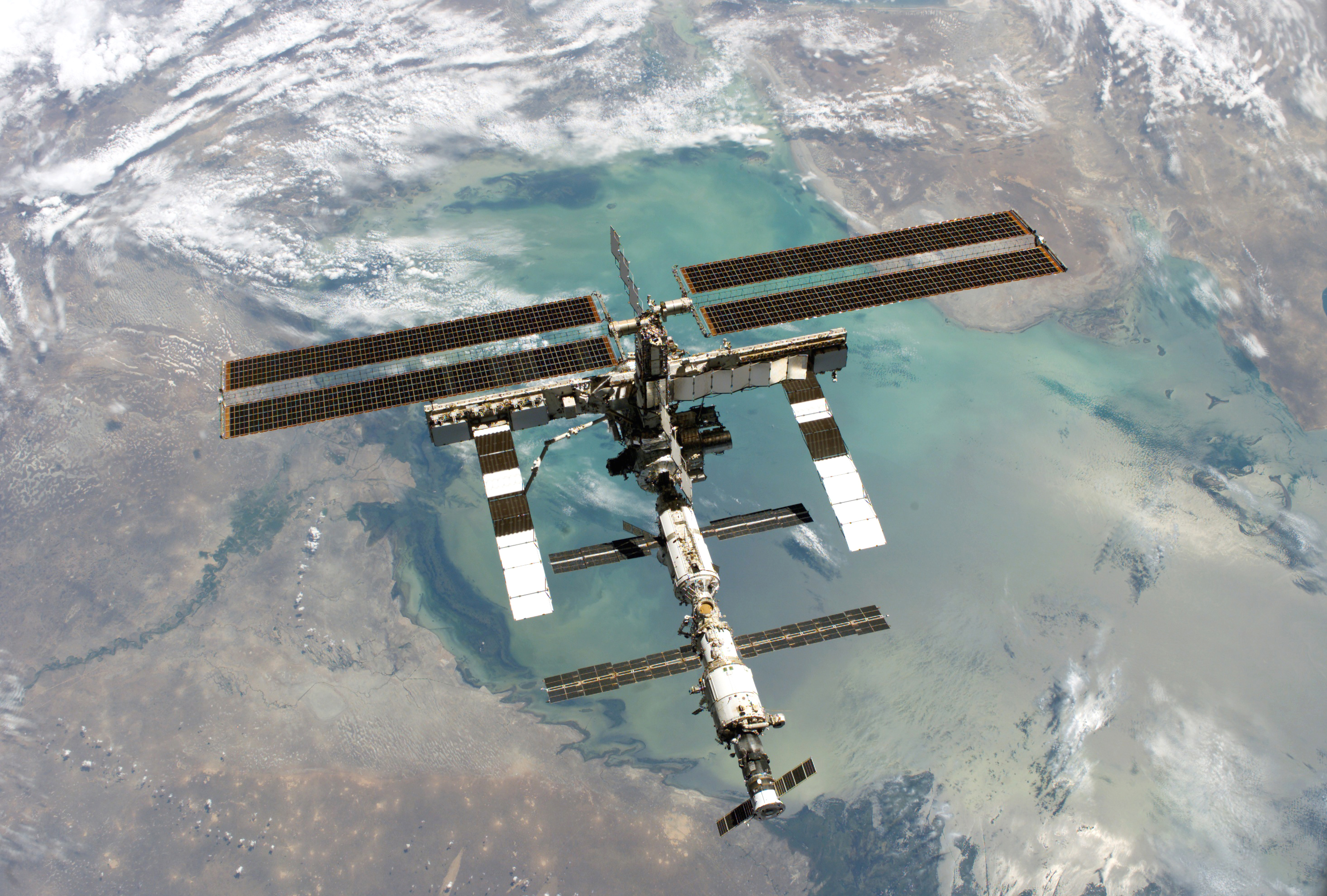
Az űrállomás ideiglenes kiépítése 2002 decemberétől, 2006 szeptemberéig, az építés újraindításáig

2006 júliusában a Discovery utánpótlást vitt az űrállomásra az STS–121 repülésen. 2006 szeptemberében az STS–115 repülésen felszerelték a P3/P4 elemet és napelemtáblákat, ezzel többéves kihagyás után tovább folytatódott az űrállomáson az építkezés. Az STS–116 decemberben további utánpótlást és a P5 rácselemet vitte fel, amit a P3/P4 elemhez kapcsoltak. Ekkor aktiválták teljesen a P4 rácselemen lévő napelemmodult, miután a P6 rácselem útban lévő napelemtábláját némi nehézségek árán összecsukták.
Charles Simonyi magyar származású informatikus két alkalommal is járt az űrállomáson.
A rácsszerkezet építése júniusban az STS–117 repüléssel folytatódott, amely az S3/S4elemeket kapcsolta az űrállomáshoz. Az augusztusi STS–118 küldetés az ESP–3 külső tárolóplatformot és az S5 rácselemet vitte fel. Az S5 rácselemet az S4-hez kapcsolták. Az újonnan felvitt napelemmodullal a P6 rácselem másik napelemtáblájának és két ideiglenes hűtőradiátorának összecsukása után az űrállomás elektromos és hőszabályozó rendszerei már a végleges konfigurációban kezdtek működni. A minden eddiginél nagyobb űrbeli elektromos rendszer aktiválása tápellátási problémákat okozott az űrállomás központi számítógépeinél, amit a földi irányítás segítségével sikerült felderíteni és áthidalni.
Októberben hagyták jóvá az űrállomás végleges kiépítésének módosított tervét. Az MLM modult elhalasztották. Az utolsó napelemmodul indítását az európai és a japán kutatómodulok indítása utánra tették. Az MRM–2 modult előrehozták 2009-re. Az MRM-1 modul és a Tranquility modul helyet cserélt a kiépítési sorrendben.
Ugyanezen hónap végén az űrállomás lakható részének bővítése hatéves szünet után indult újra. Az STS–120 küldetésen a Harmony névre keresztelt második csomóponti modult először a Unity modulhoz, majd az űrrepülő távozása után végleges helyére, a Destiny modulhoz kapcsolták. A P6 rácselemet a Z1 rácselemről végleges helyére, a P5 rácselemre helyezték át, majd sikeresen megjavították az újranyitás közben beszakadt egyik napelemtábláját. Ezzel az amerikai rész alapjai készen álltak a további kutatómodulok fogadására.

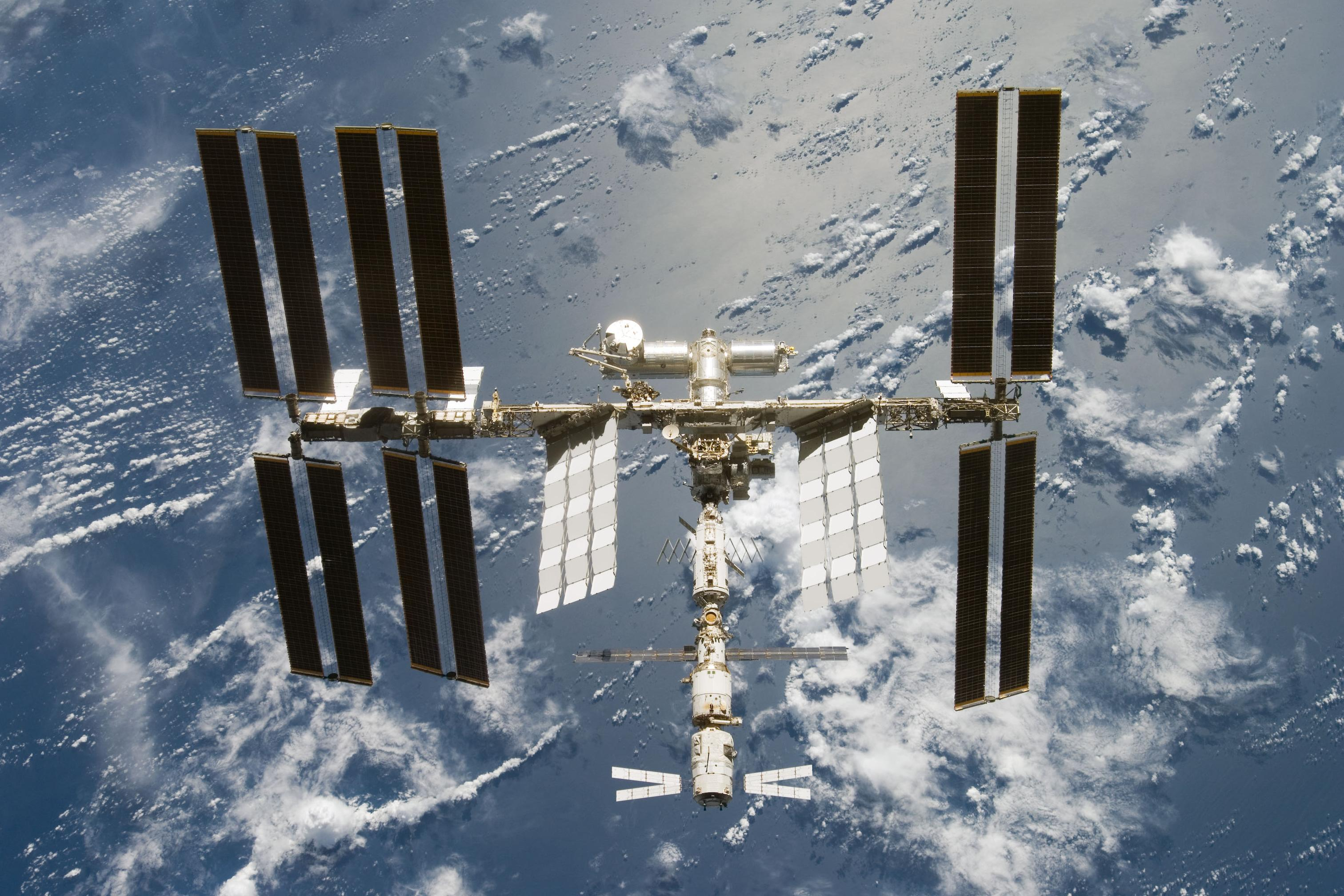
Az űrállomás 2008-as kiépítése

2008 februárjában az STS–122 küldetés vitte fel az európai Columbus kutatómodult. Ezt követte márciusban az STS–123, ami a japán Kibo egység első elemét, a raktármodult (JLP) és a kanadai Dextre robotkar-manipulátort kapcsolta az állomáshoz. Április harmadikán majdnem egy hónapos tesztrepülés után a Jules Verne névre keresztelt első ATV teherszállító űrhajó kapcsolódott az űrállomás Zvezda moduljához. A Kibo egység második elemét, a nagy kutatómodult (JPM) és annak saját robotkarját (RMS) júniusban az STS–124 repülésen csatlakoztatták. Novemberben az STS–126 küldetésen utánpótlást és a személyzet bővítéséhez szükséges életfenntartó berendezéseket szállítottak az űrállomásra, valamint sikeres javításokat végeztek a 2007 végén meghibásodott elsődleges napelemforgató egységen.
2009 márciusában az STS–119 repülésen szerelték fel az S6 rácselemet az űrállomás utolsó napelemmoduljával. Júliusban az STS–127 a külső kísérleti platform felszerelésével fejezte be a japán Kibo egység kiépítését. Augusztusban az STS–128 utánpótlást és kutatóeszközöket szállított. Szeptemberben az űrállomás robotkarjával sikeresen csatlakoztatták az első HTV teherűrhajót. Novemberben Szojuz hordozórakétával indították a Poiszk kutató és zsilipmodult, amely a Zvezda modulhoz kapcsolódott.
2011 nyarától, az utolsó amerikai űrrepülőgépes küldetést követően az űrállomásra történő személyzetszállítást kizárólag Szojuz űrhajókra bízták. Alig egy hónappal később egy Progressz teherűrhajó az emberes űrhajók indítására is használt Szojuz rakéta hibája miatt megsemmisült. A hiba okainak kiderítéséig szüneteltetni kellett űrhajósok indítását. Fennállt a veszélye, hogy a tervezett indítási rend változtatása miatt a Nemzetközi Űrállomás egy időre személyzet nélkül marad.
2011-ig az űrállomás személyzete számára az utánpótlás szállítást nagyrészt az amerikai STS és az orosz Progressz küldetések keretében végezték. Miután az űrrepülőgépes programot megszüntették, leginkább az orosz félre támaszkodott az űrállomás személyzete, egy-két japán HTV és európai ATV utánpótlás küldetés kivételével.

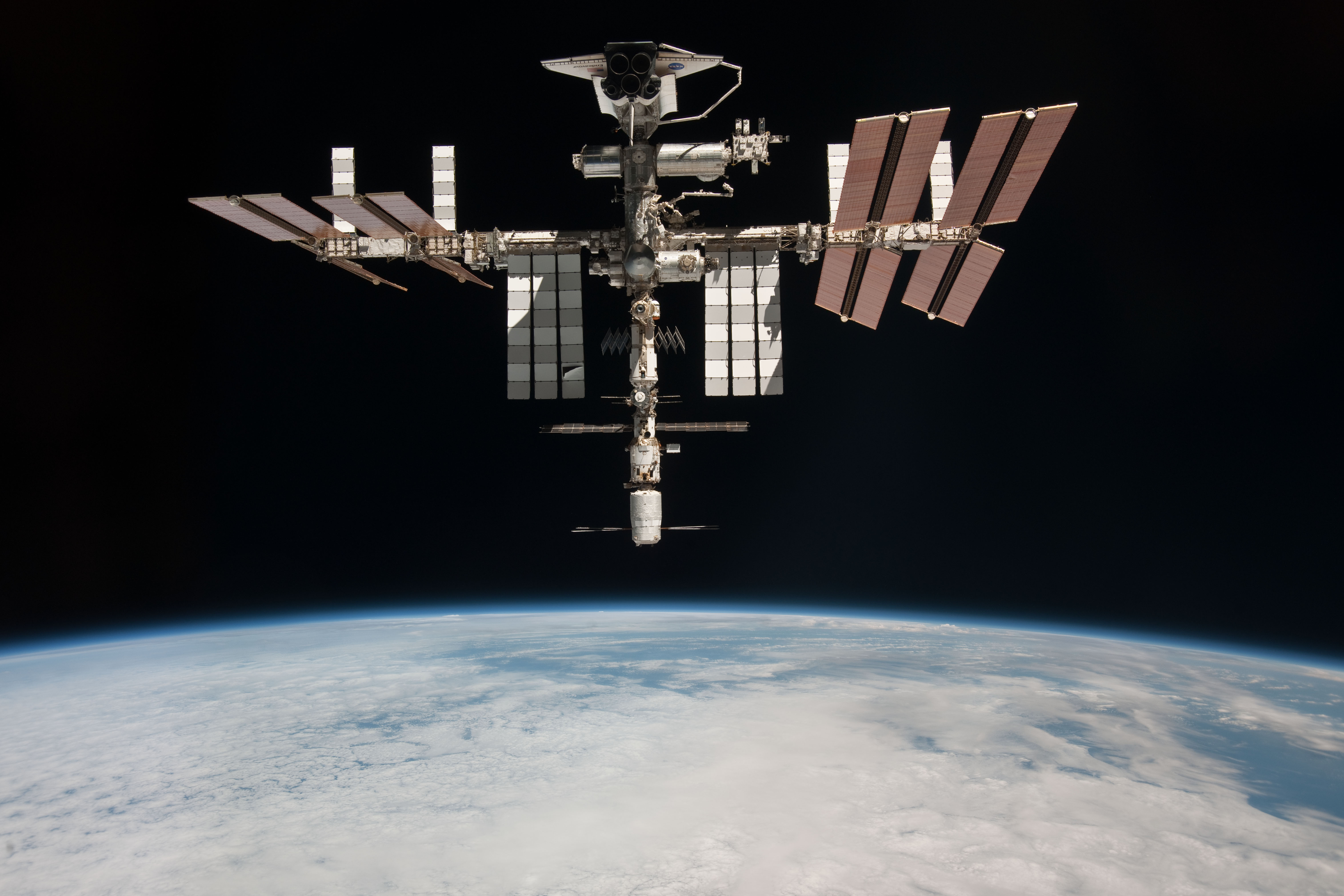
Az űrállomás 2011-es majdnem végleges kiépítése és az Endeavour űrrepülőgép

2012 májusában érkezett meg az űrállomáshoz az első kereskedelmi űrhajó, a SpaceX Dragon, ami fontos utánpótlást szállított. Ezt követően rendszeres küldetés sorozatban érkeznek a kereskedelmi teherűrhajók a Nemzetközi Űrállomáshoz.
2013 szeptemberében dokkolt a második kereskedelmi cég első küldetésében, az Orbital Cygnus teherűrhajója.
2014 októberéig zökkenő mentesen haladtak a utánpótlás-szállító küldetések, ekkor azonban Orb-3 sikertelen indítása megtörte a sikerességet. 2015-ben két további, egymást követő küldetés is sikertelenül végződött: Progressz M–27M és a SpaceX CRS–7.
2015 júniusában a CRS–7 küldetés keretében indították az IDA-1 dokkoló adaptert, ami Falcon 9 rakéta hibája miatt repülés közben megsemmisült.
2018. október 11-én az űrállomásra tartó két űrhajós a Szojuz MSZ–10 fedélzetén a hordozórakéta meghibásodása miatt nem érte el az ISS-t. A két űrhajós épségben visszatért ballisztikus pályán a Földre.
2019 decemberéig az űrállomáshoz 33 alkalommal kapcsolódott űrrepülő, továbbá több mint 50 Szojuz űrhajó, több mint 70 Progressz teherűrhajó, 5 ATV teherűrhajó, 8 HTV teherűrhajó, 20 Dragon teherűrhajó és 12 Cygnus teherűrhajó.

## Felépítés

A Nemzetközi Űrállomás felépítése a befejezés után (a jelenlegi tervek szerint)

Az űrállomás egymáshoz kapcsolt hermetikusan elválasztható, lakható modulokból és a hozzájuk kapcsolt rácsszerkezetből áll.
Jelenleg a Nemzetközi Űrállomás a következő, légnyomás alatt lévő modulokból áll: Zarja, Unity, Zvezda, Destiny, Harmony, Tranquility, Columbus, Kibo ELM, Kibo-PM, Cupola, Rasszvet, Leonardo, továbbá a Quest, Pirsz és Poiszk zsilipmodulok, az IDA-2 és IDA-3 dokkoló adapter, a BEAM felfújható modul, periodikusan a MPLM logisztikai modul, a Progressz, az ATV, HTV, Cygnus és a Dragon teherűrhajók, valamint két-két Szojuz űrhajó. Ezekhez csatlakozik a közeljövőben a Bishop zsilipmodul valamint a két orosz Uzlovoj és Nauka(MLM) modul. Az MLM modul az előtte leválasztott Pirsz modul helyére kerül.
Az építés befejezésekor az ISS hermetikus térfogata 925 m³, tömege 420 tonna, energiatermelése 110 kW, teljes hossza 108,4 méter, a modulok hossza 74 méter, és hatfős személyzet dolgozhat rajta.

### Energiaellátás
Az űrállomás egyetlen energiaforrása a Nap: a fényét napelemtáblákat használva alakítja át elektromos árammá. Az STS-97 2000. decemberi repülése előtt csupán a Zarja és a Zvezda modulra felszerelt orosz napelemtáblák üzemeltek. Mivel az űrállomás 92 percenként megkerüli a Földet, ezért az év legnagyobb részében a keringési idő közel felét földárnyékban tölti. Az árnyékban töltött idő alatt az energiaellátást akkumulátorok biztosítják, amelyeket a napelemek folyamatosan feltöltve tartanak.
Az orosz modulok napelemtáblái 32 volt feszültséget állítanak elő, az energiatárolást nikkel-kadmium akkumulátorok végzik. A Zvezda modulban 8 db, a Zarja modulban 6 db akkumulátor található a modulok belső terében. Ezt alakítják 28 voltos felhasználói feszültségre. Az energiát a Zarja modulban található áramátalakítók segítségével osztják meg az állomás két részlege között. Ez azóta fontos, hogy törölték az orosz SPP egységet. A Zarja modul napelemeinek összecsukása óta az orosz részleg függ az amerikai napelemektől és energiaellátástól.
Az amerikai napelemtáblák a rácsszerkezeten vannak elhelyezve. Az S4, P4, P6 és S6 rácselemek mindegyike egy napelemmodult hordoz. A napelemmodulokat hordozó rácselemeket az S3-S4 és a P3-P4 rácselemek csatlakozását biztosító elsődleges forgatóegységek (SARJ) fordítják folyamatosan a Nap felé.
Minden napelemmodulhoz két napelemszárny tartozik, szárnyanként két napelemtáblával. A napelemszárnyak 130 és 180 volt közötti feszültséget állítanak elő. A feszültséget stabilizálják 160 volton, és szétosztják az akkumulátorok és a fogyasztók között. Minden napelemszárnyhoz 6 db nikkel-hidrogén akkumulátor tartozik. Minden akkumulátor 38 db nikkel-hidrogén cellát tartalmaz. Az akkumulátorok kettes csoportokban vannak elhelyezve, minden csoportnak van egy töltésvezérlő egysége (BCDU), ami a központi elosztóhoz (DCSU) csatlakozik. Innen kapja az áramot a napelemszárny forgatóegysége (BGA) és a napelemmodul hűtőrendszere. Ez az elsődleges energiaellátó rendszer. Az akkumulátorok tervezett élettartama kb. 7 év vagy 40 000 feltöltési ciklus. Az akkumulátorok a Dextre robotkarral vagy űrsétán cserélhetőek. Az elsődleges rendszer központi elosztójához csatlakozik az áramátalakító egység, ami a 160 voltos feszültséget 124 voltra alakítja át és továbbítja az űrállomás többi fogyasztója felé. Ezek alkotják a másodlagos energiaellátó rendszert. A másodlagos rendszer központja a Destiny modulban található, az elektromos energiát innen továbbítják a többi lakható modulnak.
Minden modul rendelkezik saját kapcsolószekrénnyel a szabványos szekrényhelyek ellátásához. A szükséges kisebb feszültségekre átalakítás már a modulokon belül történik. A szekrényhelyek elektromos kábelezését a benne elhelyezett eszközhöz igazítják. A legtöbb szekrényhez egy 3 kW-os fővezeték és egy 1,5 kW-os tartalék vezeték van kiépítve. A nagy fogyasztású berendezéseket tartalmazó szekrényeknek egy 6 kW-os fővezeték és egy 3 kW-os tartalék vezeték van kiépítve, a kutatómodulonként maximum 3 db nagy teljesítményű berendezéshez pedig két 6 kW-os vezeték van kiépítve.

### Életfenntartó rendszer

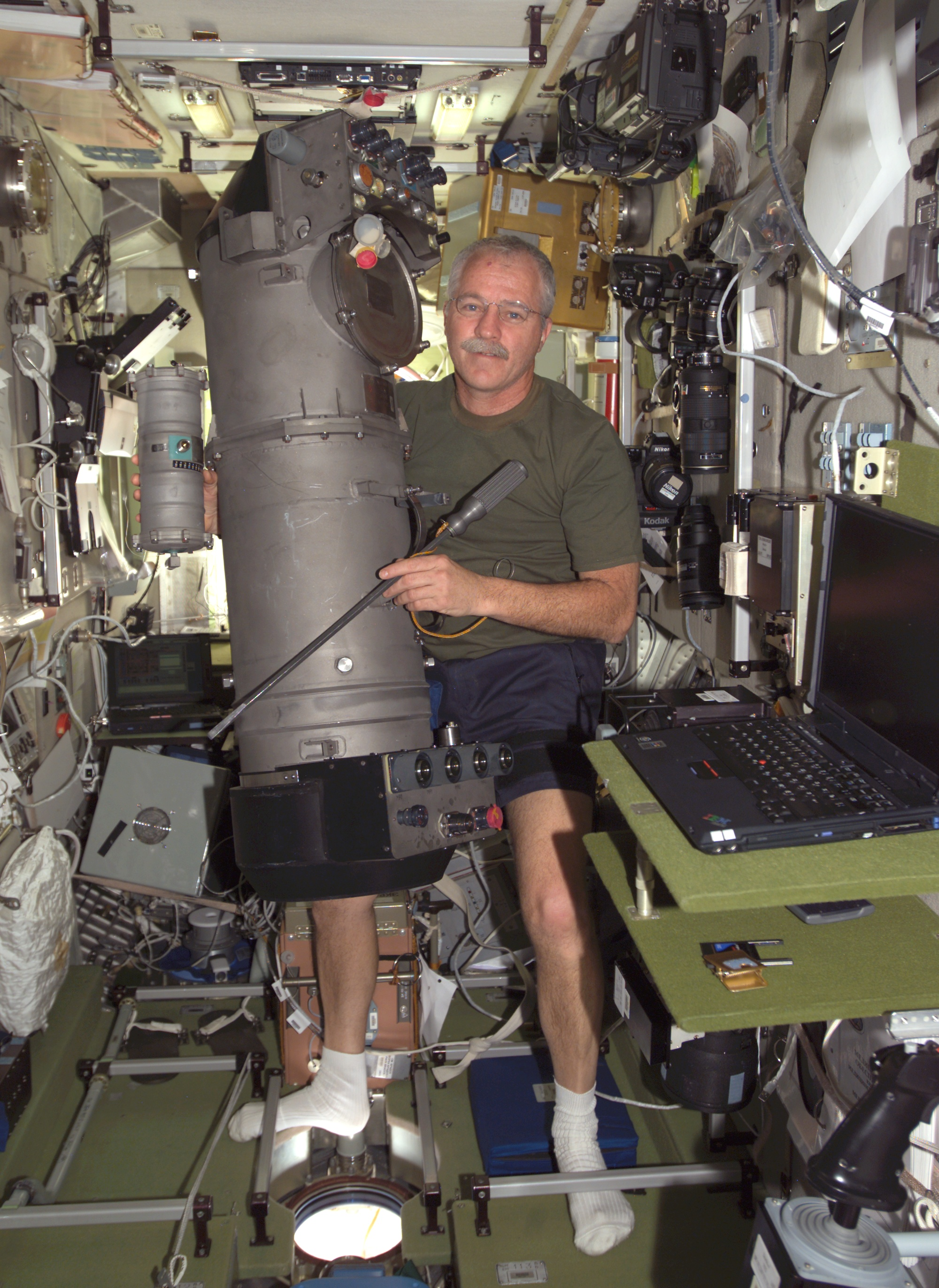
John L. Philips amerikai űrhajós a javításhoz kiszerelt, orosz Elektron oxigén-előállító berendezéssel a Zvezda modulban

Az űrállomás életfenntartó rendszere (ISS Environmental Control and Life Support System) felelős a levegő megfelelő összetételének, páratartalmának és nyomásának szabályozásáért, valamint a víz- és hulladékkezelésért. Ide tartozik a tűzjelző és a tűzoltó rendszer is.
Az űrállomás lakható részében a földi légkörnek megfelelő összetételű és nyomású légkör van. A nitrogént nagy nyomású tartályokban szállítják az űrállomásra.
Az oxigén előállításáról az orosz Zvezda modul Elektron és az amerikai Tranquility modul OGS berendezése gondoskodik. A két berendezés víz elektrolízisével állít elő oxigént és hidrogént; a hidrogént kiengedik az űrbe. Egy űrhajós egynapi oxigénszükséglete kb. 1 kg víz elbontásával biztosítható. További tartalékként szolgálnak az orosz részegység szilárd tüzelőanyagú oxigénfejlesztő „gyertyái”, melyek három fő részére két hónapig képesek oxigént termelni. Égetésüket az erre szolgáló speciális tartályokban végzik. További tartalékként szolgálhatnak az amerikai Quest zsilipmodul és az orosz Pirsz zsilipmodul nagy nyomású oxigéntartályai, melyek külön-külön is több napra elegendőek.
Az űrhajósok által termelt szén-dioxid kivonásáról az orosz Vozduh és az amerikai CDRA berendezés gondoskodik. Mindkét berendezés molekuláris szűrővel szűri ki a levegőből a szén-dioxidot, amit azután az űrbe enged ki. Ekkor a szűrőik is regenerálódnak. Tartalékként az orosz részegység lítium-hidroxid szűrői szolgálnak; ezek nem regenerálhatóak. Az emberi test által termelt kb. 400-féle egyéb vegyületet aktív szenet tartalmazó szűrőkkel vonják ki az állomás levegőjéből. Az űrhajósok által kilélegzett vízpárát az orosz Priboj és az amerikai CCAA berendezések választják ki a levegőből. Az így nyert vizet tisztítás után visszatáplálják a vízellátó rendszerbe.
A regenerált levegőt a beállított hőmérsékletre hűtik vagy fűtik. A súlytalanságban a hőmérséklet egyenletesen tartására és a kilélegzett szén-dioxid elvezetésére az űrállomásmodulokban a levegőt folyamatosan ventilátorokkal keringetik.
A tiszta vizet zárt tartályokban szállítják az űrállomásra. Az emberi fogyasztásra szánt vízbe a földi ivóvizeknek megfelelő összetételben ásványi anyagokat adagolnak. 2008 novemberében helyezték üzembe az amerikai WRS (Water Recovery System) egységet, amely az űrállomás légköréből kivont vízpárából és az űrhajósok által termelt vizeletből desztillálással és szűréssel állít elő tiszta vizet.
Két WC található az űrállomáson, az egyik az orosz Zvezda modulban, a másik az amerikai Tranquility modulban. A keletkező szilárd és folyékony hulladékot külön zárt tartályokba gyűjtik.
Az űrállomáson keletkezett mindenfajta hulladékot a teherűrhajók és az űrrepülők szállítják el.
A tűzjelző és tűzoltó rendszert a minden modulban megtalálható füstérzékelők, hordozható tűzoltó készülékek és a hozzájuk tartozó oxigénmaszkok alkotják. A tűzoltó palackok töltete az amerikai részben szén-dioxid gáz, az orosz részben nitrogénnel feltöltött tűzoltóhab.

### Orientáció
Iránybeállításra két rendszer áll rendelkezésre. Az egyik rendszert a Z1 rácselemen elhelyezett 4 db iránybeállító giroszkóp, a másik a Zvezda modul manőverező fúvókái alkotják. Az iránybeállító giroszkóp egy 110 kg-os, 6000 ford/perc sebességgel forgó lendkerékből áll, amit két tengely mentén elfordítható keretben helyeztek el.
Az űrállomás irányát úgy állítják be, hogy a napelemek mindig a Nap felé fordíthatóak legyenek, és a lakható moduloknak mindig ugyanaz az oldala nézzen a Föld felé.

### Pályamagasság
Az űrállomás pályamagassága földfelszín feletti 278 km és 460 km között szabályozható; az űrállomás eddigi története során ez 330 km és 420 km között volt. Szojuz-dokkolás maximum 425 km-es magasságban lehetséges. Az űrállomás a légköri fékeződés és a gravitáció miatt havonta kb. 2,5 km-t veszít a magasságából, ezért a pályáját rendszeresen megemelik. A pályamagasság-emeléshez az űrállomást menetirányban kell gyorsítani, a két hajtóműindítással végzett gyorsításhoz használható a Zvezda modul két főhajtóműve, az űrállomáshoz kapcsolt Progressz teherűrhajók, az ATV teherűrhajó és az űrrepülőgép hajtóművei is. 400 km felett a légellenállás kisebb, viszont az űrhajók által szállítható teher is csökken, ezért dokkolások előtt az irányítás hagyja az űrállomás pályamagasságát csökkenni.

### Időzóna
Az ISS-en az egyezményes koordinált világidőt (UTC) használják. Az űrállomáson naponta 16 alkalommal van napfelkelte, illetve napnyugta. Az UTC szerinti éjszakai órákban az űrállomás ablakait lezárják. A legénység rendszerint reggel 7:00-kor kel fel, és megkezdi az általában 10 órás munkanapot. Amikor egy amerikai űrrepülőgép érkezik az űrállomáshoz, akkor az ISS-en hozzáigazodnak az űrrepülőgép relatív időzónájához, az ún. Mission Elapsed Time időmérési formához (magyarul körülbelül annyit tesz: „a küldetés során eltelt idő”). Ez egy olyan „időzóna”, aminek 0. pillanata az űrrepülőgép felszállásának időpontját jelenti, minden további időpontot ehhez képest mérnek. Egy-egy küldetés alkalmával az ISS fedélzetén két órát állítanak be: az egyik az UTC szerinti, a másik pedig a MET szerinti időt mutatja.

## Adatok

### Lakható egységek
| Egység                             | Jelzés       | Kivitelező / Üzemeltető    | Indítás            | Használat                                                 |
| ---------------------------------- | ------------ | -------------------------- | ------------------ | --------------------------------------------------------- |
| Zarja                              | FGB          | Roszkoszmosz               | 1998. november 20. | Kiszolgálómodul (áramellátás, pályamódosítás, raktározás) |
| Unity                              | Node–1       | NASA                       | 1998. december 3.  | Összekötő modul                                           |
| Zvezda                             | SM           | Roszkoszmosz               | 2000. július 12.   | Az űrállomás első lakómodulja                             |
| Destiny                            | US.Lab       | NASA                       | 2001. február 7.   | Kutatómodul                                               |
| Quest                              | JAM          | NASA                       | 2001. július 12.   | Zsilipkamra                                               |
| Harmony                            | Node–2       | Európai Űrügynökség / NASA | 2007. október 23.  | Összekötő modul                                           |
| Columbus Orbital Facility          | COF          | Európai Űrügynökség        | 2008. február 7.   | Kutatómodul                                               |
| Kibo-ELM                           | JLP          | Japán Űrügynökség          | 2008. március 11.  | Tároló modul                                              |
| Kibo-PM                            | JPM          | Japán Űrügynökség          | 2008. május 31.    | Kutatómodul                                               |
| Poiszk                             | MRM–2 (DC-2) | Roszkoszmosz               | 2009. november 10. | Dokkoló modul, zsilipkamra.                               |
| Tranquility                        | Node-3       | Európai Űrügynökség / NASA | 2010. február 8.   | Összekötő modul                                           |
| Cupola                             | CUP          | Európai Űrügynökség / NASA | 2010. február 8.   | Megfigyelő modul                                          |
| Rasszvet                           | MRM–1 (DCM)  | Roszkoszmosz               | 2010. május 14.    | Dokkoló modul                                             |
| Leonardo                           | PMM          | Európai Űrügynökség / NASA | 2011. február 24.  | Tároló modul                                              |
| Bigelow Expandable Activity Module | BEAM         | Bigelow Aerospace          | 2016. április 10.  | Felfújható modul                                          |
|                                    |              |                            |                    |                                                           |
| Bishop                             |              | NanoRacks                  | 2020.              | Zsilipkamra (miniatűr műholdak indítására)                |
| Uzlovoj                            | UM           | Roszkoszmosz               | 2020.              | Összekötő modul                                           |
| Nauka                              | MLM          | Roszkoszmosz               | 2021.              | Dokkoló- és kiszolgáló modul                              |

### Fontosabb szerkezeti elemek
| Egység                           | Jelzés      | Kivitelező / Üzemeltető    | Indítás             | Használat |
| -------------------------------- | ----------- | -------------------------- | ------------------- | --- |
| PMA-1 adapter                    | PMA–1       | NASA                       | 1998. december 4.   | Dokkoló adapter. A Zarja és a Unity modult kapcsolja össze. |
| PMA-2 adapter                    | PMA–2       | NASA                       | 1998. december 4.   | Dokkoló adapter. Ezen a modulon keresztül kapcsolódott az űrsikló az űrállomáshoz.                                                                                                |
| Z1 rácselem                      | Z1          | NASA                       | 2000. október 11.   | Az űrállomás 4db iránybeállító giroszkópjának tartóeleme |
| PMA-3 adapter                    | PMA-3       | NASA                       | 2000. október 11.   | Dokkoló adapter. Tartalék modul, ami a jövőbeli űrhajókat fogja kiszolgálni. |
| P6 rácselem                      | P6          | NASA                       | 2000. december 1.   | Két napelemszárny és ideiglenes radiátorok hordozója |
| Canadarm2                        | SSRMS       | Kanadai Űrhajózási Hivatal | 2001. április 19.   | Az űrállomás fő robotkarja |
| S0 rácselem                      | S0          | NASA                       | 2002. április 8.    | Az amerikai rácsszerkezet központi eleme |
| S1 rácselem                      | S1          | NASA                       | 2002. október 7.    | Az űrállomás hőszabályozó rendszerének 3db radiátorát hordozza |
| P1 rácselem                      | P1          | NASA                       | 2002. november 23.  | Az űrállomás hőszabályozó rendszerének 3db radiátorát hordozza |
| P3/P4 rácselem                   | P3/P4       | NASA                       | 2006. szeptember 9. | Napelemforgató egység és két napelemszárny hordozója |
| P5 rácselem                      | P5          | NASA                       | 2006. december 9.   | A P4 és a P6 rácselem napelemszárnyainak megfelelő távolságát biztosító elem |
| S3/S4 rácselem                   | S3/S4       | NASA                       | 2007. június 8.     | Napelemforgató egység és két napelemszárny hordozója |
| S5 rácselem                      | S5          | NASA                       | 2007. augusztus 8.  | Az S4 és az S6 rácselem napelemszárnyainak megfelelő távolságát biztosító elem |
| Dextre manipulátor               | SPDM        | Kanadai Űrhajózási Hivatal | 2008. március 11.   | A fő robotkarra (SSRMS) kapcsolható kétkarú manipulátor |
| Kibo-RMS                         | JEM-RMS     | Japán Űrügynökség          | 2008. május 31.     | A japán részegység kutatómoduljához (JPM) kapcsolt robotkar |
| S6 rácselem                      | S6          | NASA                       | 2009. március 15.   | Az utolsó két amerikai napelemszárny hordozója |
| Kibo-EF                          | JEF         | Japán Űrügynökség          | 2009. július 16.    | A japán részegység külső kísérleti platformja |
| Kibo-ELM-ES                      | JLE         | Japán Űrügynökség          | 2009. július 16.    | A japán részegység külső kísérleti platformjához kapcsolható, többször felhasználható tárolóplatform. A Space Shuttle rakterében visszatért a Földre.                             |
| ExPRESS Logistics Carrier 1 és 2 | ELC-1 ELC-2 | Brazília / NASA            | 2009. november 16.  | Kísérleti és tárolóplatformok |
| ExPRESS Logistics Carrier 4      | ELC-4       | Brazília / NASA            | 2011. február 24.   | Kísérleti és tárolóplatform |
| ExPRESS Logistics Carrier 3      | ELC-3       | Brazília / NASA            | 2011. május 16.     | Kísérleti és tárolóplatform |
| Alfa-mágneses spektrométer       | AMS         | NASA                       | 2011. május 16.     | Részecskefizikai kutatóegység |
| IDA-2 adapter                    | IDA-2       | NASA                       | 2016. július 18.    | Nemzetközi szabvány alapján készült dokkoló adapter. PMA-2 adaptert egészíti ki.                                                                                                  |
| IDA-3 adapter                    | IDA-3       | NASA                       | 2019. július 25.    | Nemzetközi szabvány alapján készült dokkoló adapter. PMA-3 adaptert egészíti ki.                                                                                                  |
|                                  |             |                            |                     | |
| European Robotic Arm             | ERA         | Európai Űrügynökség        | 2020.               | Az orosz MLM modul európai robotkarja |
|                                  |             |                            |                     | |
| IDA-1 adapter†                   | IDA-1       | NASA                       | 2015. június 28.    | SpaceX CRS–7 küldetés. Kilövés közben Falcon 9 rakéta felrobbant a rakományával együtt. Nemzetközi szabvány alapján készült dokkoló adapter. PMA-2 adaptert egészítette volna ki. |

†:Megsemmisült.

### Leválasztott, megszűnt egységei
| Egység | Jelzés | Kivitelező / Üzemeltető | Indítás              | Használat                                                                               |
| ------ | ------ | ----------------------- | -------------------- | --------------------------------------------------------------------------------------- |
| Pirsz  | DC–1   | Roszkoszmosz            | 2001. szeptember 15. | Dokkoló modul, zsilipkamra. 2021. július 26-n leválasztották, a légkörben megsemmisült. |

### Űrhajók
| Űrhajó        | Ország                             | Első indítás         | Használat                                   |
| ------------- | ---------------------------------- | -------------------- | ------------------------------------------- |
| Space Shuttle | NASA                               | 1998. december 3.    | Űrállomás-egységek és utánpótlás szállítása |
| Progressz     | Roszkoszmosz                       | 2000. augusztus 6.   | Utánpótlás-szállítás                        |
| Szojuz        | Roszkoszmosz                       | 2000. október 31.    | Személyzetszállítás, mentőűrhajó            |
| MPLM          | Olaszország / NASA                 | 2001. március 8.     | Utánpótlás-szállítás, logisztikai modul     |
| ATV           | Európai Űrügynökség                | 2008. március 9.     | Utánpótlás-szállítás                        |
| HTV           | Japán Űrügynökség                  | 2009. szeptember 10. | Utánpótlás-szállítás                        |
| Dragon        | SpaceX / USA                       | 2012. május 12.      | Utánpótlás és űrállomás-egységek szállítása |
| Cygnus        | Orbital Sciences Corporation / USA | 2013. szeptember 18. | Utánpótlás-szállítás                        |
| Dragon 2      | SpaceX / USA                       | 2019. március 2.     | Személyzetszállítás, Utánpótlás-szállítás   |

### Törölt egységek
A Nemzetközi Űrállomás néhány tervezett egységét pénzhiány miatt törölték.
| Egység                          | Jelzés    | Ország      | Tervezett indítás | Használat                              |
| ------------------------------- | --------- | ----------- | ----------------- | -------------------------------------- |
| Interim Control Module          | ICM       | USA         | 2000. augusztus.  | Pályaemelés                            |
| Habitation Module               | US.Hab    | USA         | -                 | Lakómodul                              |
| Universal Docking Module        | UDM       | Oroszország | -                 | Dokkoló- és összekapcsoló modul        |
| Docking and Stowage Module      | DSM       | Oroszország | -                 | Dokkoló- és rakodómodul                |
| Propulsion Module               | USPM      | USA         | -                 | Pályaemelés                            |
| X-38 Crew Return Vehicle        | CRV, X-38 | USA         | -                 | Mentő űrhajó                           |
| Centrifuge Accomodations Module | CAM       | USA         | -                 | Kutatómodul                            |
| Science Power Platform          | SPP       | Oroszország | -                 | Napelemtáblák                          |
| Russian Research Module         | RM        | Oroszország | -                 | Kutatómodul                            |
| Enterprise                      | -         | Oroszország | -                 | Kereskedelmi célú kutató- és lakómodul |

## Személyzet
- A Nemzetközi Űrállomás személyzetei

## Az űrállomás jövője
A NASA 2004-ben meghirdetett programja szerint 2016-ig tervezte az űrállomás fenntartását. A 2009-ben a NASA emberes űrprogramját felülvizsgálták, és a vizsgálóbizottság javasolta az űrállomás legalább 2020-ig történő üzemben tartását. 2010 márciusában az űrállomás-programban részt vevő űrügynökségek egyhangúlag megállapodtak, hogy az űrállomást legalább 2020-ig üzemeltetik, továbbá megvizsgálják a program 2028-ig történő kiterjesztésének a lehetőségét.
Az amerikai és az orosz fél között 2007-ben megkötött szerződés értelmében a NASA 2011-ig fizet az orosz félnek a Szojuz és Progressz űrhajókkal végzett személy- és teherszállításért.
A szerződést 2009-ben módosították, a Szojuz űrhajókkal végzett személyszállítást 2013 tavaszáig kiterjesztették. Jelenleg folyamatban van a szerződés kiterjesztése 2014-ig.
További lehetőségként a NASA két magánvállalatot bízott meg a Föld körüli pályára és a Nemzetközi Űrállomáshoz történő teherszállítás a jelenleginél olcsóbb módozatainak kifejlesztésére, a Commercial Orbital Transportation Services (COTS) – magyarul „kereskedelmi orbitális szállító szolgáltatások” – program keretein belül. A tervezett szállításokra a Commercial Resupply Services (CRS) – magyarul „kereskedelmi ellátó szolgáltatások” – programban 2015-ig 3,5 milliárd dollárt szán a NASA.
A program végeztével az űrállomást a Mir űrállomáshoz hasonlóan irányítottan megsemmisítik.

### További tervezett kiszolgáló űrhajók
- Orion: Eredetileg a NASA Constellation programjában tervezett űrhajó, amely személyszállításra és mentőűrhajóként is szolgálhatott volna. A Constellation program és az Ares I rakéta fejlesztésének törlése miatt a programot átszervezték. Az alapvetően mélyűri expedíciókhoz tervezett Orion személyszállító és mentőűrhajóként is szolgálhat az űrállomáson, várhatóan 2020 után.[24]
- CST–100 Starliner: Boeing által tervezett űrhajó, amely alacsony Föld körüli pályára lesz képes állni.[25]
- Dragon 2: A SpaceX által tervezett Dragon teherűrhajó személyszállításra alkalmas változata.[26]
- Fegyeracija: Az Enyergija által tervezett hatszemélyes, 12 tonnás űrhajó, amelynek a személy- és teherszállító változatai válthatják fel 2023 után a Szojuz és a Progressz űrhajókat.[27]
- Dream Chaser: Sierra Nevada Corporation által tervezett teherszállításra alkalmas űrrepülő.[28]

### Magyar vonatkozások
- 2007 tavaszán jutott fel az űrállomásra a Szojuz TMA–10 fedélzetén az első magyar, Charles Simonyi, aki űrturistaként vett részt a repülésen. Simonyi többek között a magyar fejlesztésű Pille dózismérővel is végzett méréseket, valamint rádiókapcsolatot létesített magyar rádióamatőrökkel.
- A Pille dózismérő azóta üzemel a fedélzeten.
- A 2009. február 7-én magyar vonatkozású fémhabkísérleteket végeztek.
- 2009 és 2013 között zajlott magyar kutatók kognitív idegtudományi kísérlete az űrállomáson, amely az űrhajósok tájékozódását, reakcióidejét és agyi kiváltott potenciáljait térképezte fel.[29]

## Jegyzetek

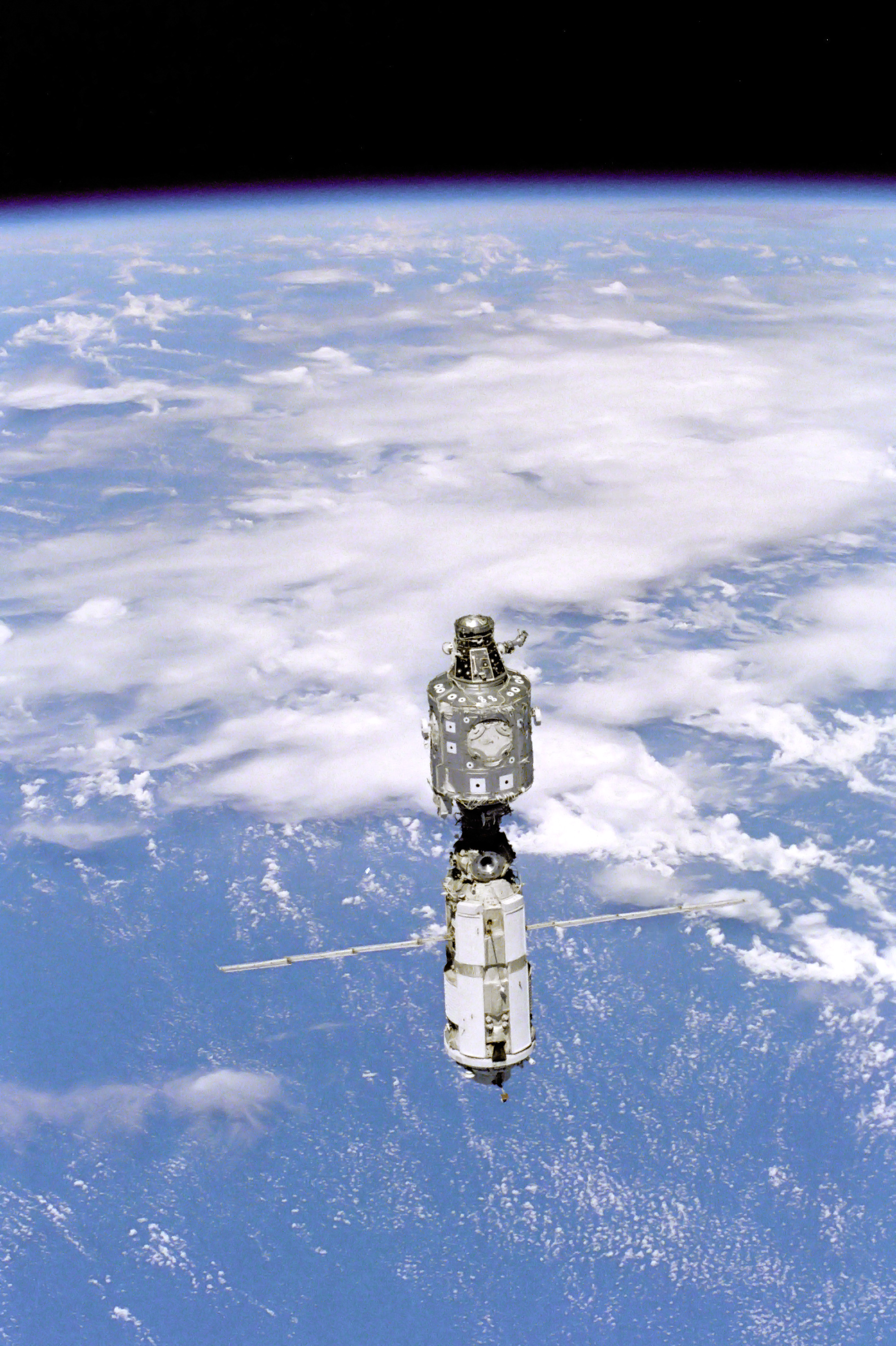
A Zarja és a Unity 1999 júniusában